# Deli Tua (Namo Rambe)
Deli Tua is een bestuurslaag in het regentschap Deli Serdang van de provincie Noord-Sumatra, Indonesië. Deli Tua telt 14.074 inwoners (volkstelling 2010).